# 茨韦布吕肯
茨韦布吕肯（發音：[ˈtsvaɪˌbʁʏkŋ̍] ⓘ，發音：[dø pɔ̃]，發音：[ˈtsʋeːbʁɪgə]；含义均为“双桥”）是德国莱茵兰-普法尔茨州的非县辖城市，曾是茨韦布吕肯县的县治，面积70.64平方千米，2023年12月31日人口为34,613人，是德国最小的非县辖城市。

## 友好城市
茨韦布吕肯与以下城市结为友好城市：
- 加拿大 巴里（1997年）
- 法國 滨海布洛涅（1959年）
- 美国 約克敦（1978年）